# Pleromelloida arizonata
Pleromelloida arizonata är en fjärilsart som beskrevs av Barnes och Benjamin 1922. Pleromelloida arizonata ingår i släktet Pleromelloida och familjen nattflyn. Inga underarter finns listade i Catalogue of Life.